# Bemmerlmühle

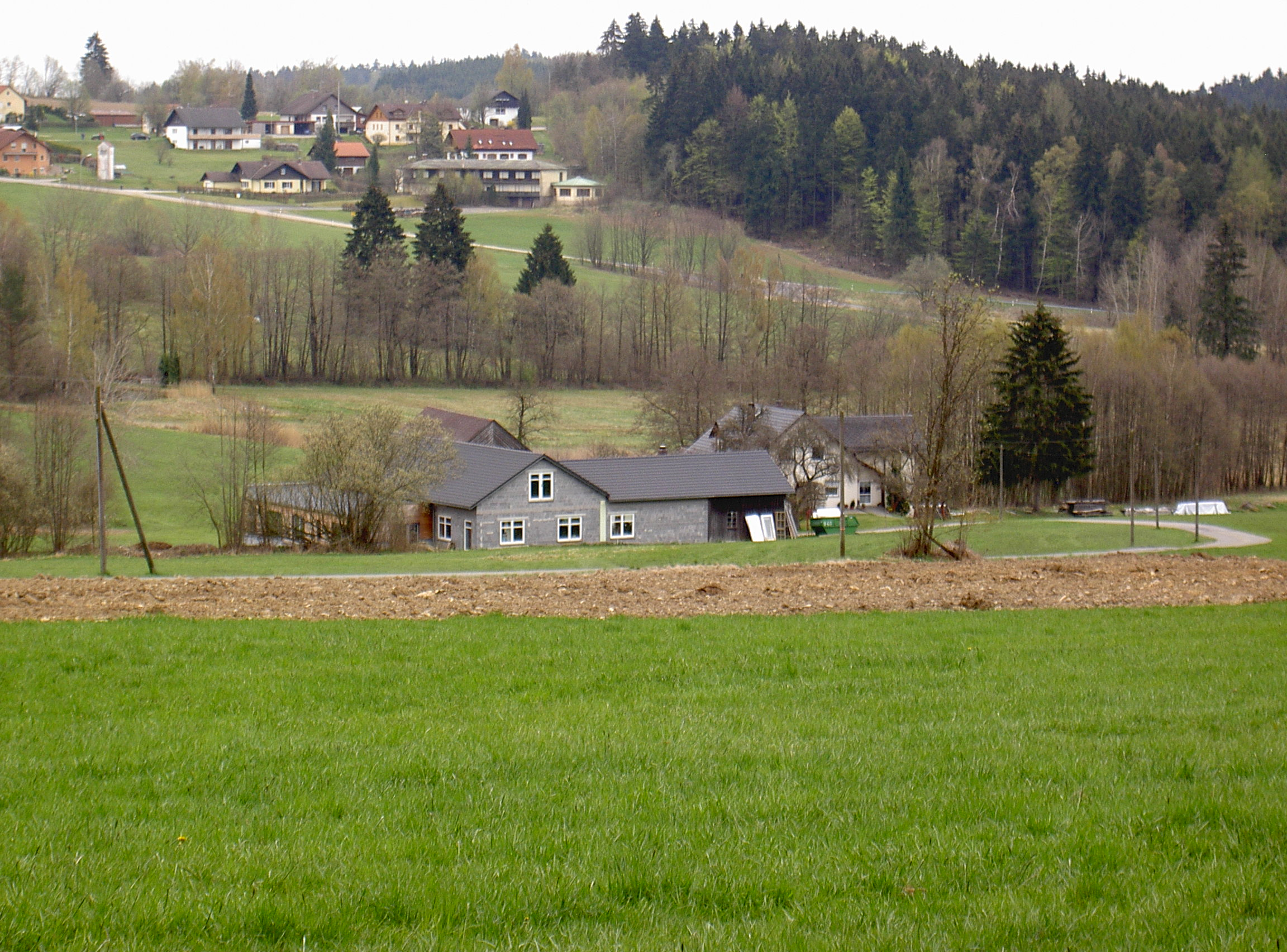
Bemmerlmühle

Bemmerlmühle ist ein Ort in der Gemeinde Stadlern im Oberpfälzer Landkreis Schwandorf in Bayern.
Die Einöde Bemmerlmühle liegt im Tal des Schnabellohbachs nordwestlich von Stadlern. Der Schnabellohbach entspringt rund zwei Kilometer nördlich an den Hängen zwischen dem 784 m hohen Schillerberg und dem 874 m hohen Reichenstein und heißt etwa ab der Stadlermühle Hüttenbach.